# Comuna Roești, Vâlcea
Roești este o comună în județul Vâlcea, Oltenia, România, formată din satele Băiașa, Băjenari, Bărbărigeni, Ciocâltei, Cueni, Frasina, Piscu Scoarței, Râpa Cărămizii, Roești (reședința) și Saioci.

## Cadrul fizico-geografic. Așezare, hotare și vecini
Localitatea este amplastă din punct de vedere macro-geografic în platforma Oltețului, platformă ce face parte din marele domeniu al Depresiunii Getice. Din punct de vedere geo-morfologic, teritoriul comunei face parte din colinele Olteniei, aspectul actual al comunei fiind rezultatul unor intense transformări suferite în timp ce au dus la configurația actuală a reliefului din Platforma Oltețului. În configurația actuală a reliefului comunei, îndeosebi pentru partea aflată la sud de zona anticlinalelor, un rol predominant l-a avut eroziunea, care a fost favorizată de constituția litologică și de mișcările neotectonice, iar apele Cernei - Oltețului și ale Cernișoarei au determinat configurația morfografică și morfometrică a locului. Regiunea este deluroasă, cu valea pârâului Cernișoara și a râului Cerna la mijloc, lățimea văii se limitează la culmile de răsărit și de apus la cca. 3 km, iar lungimea ei la cca. 9,5 km. Relieful comunei se poate grupa în două zone mari, distincte:
- zona deluroasă care delimitează hotarul cu comunele învecinate, format din Dealul Cotoșmanului (numit și Dealul Războaielor), Dealul Târgului, Dealul Cornii și Dealul Oilor;
- o zona aluvionară constituită prin depunerile pârâului Cernișoara și, mai cu seamă, a râului Cerna, care începând din N-E, spre S-V alcătuiește o suprafață de peste 700 ha de teren arabil.

Rețeaua hidrografică este constituită din axul Cernișoara – Cerna - Olteț, dar și dintr-o serie întreagă de ogașe care delimitează zona predeluroasă. În albia pârâului Cernișoara, care își are izvoarele în dealul Mădularilor, cât și în zona denumită Râpa Cărămizii s-au găsit oase pietrificate de mărimi diferite ale unor reptile și animale preistorice, preluate de Muzeul arheologic Grigore Antipa București și de Muzeul regional Craiova, în anii 1937-1938.
Comuna Roești are în componența sa 10 sate, făcând parte din acest punct de vedere din așezările cu sate risipite. Aceste sate sunt: Băiasa, Băjenari, Bărbărigeni, Ciocâltei, Cueni, Frasina, Piscul Scoarței, Roești, Râpa Cărămizii și Saioci. Satele sunt orientate pe direcția N-E, S-V cu expunere largă spre Vest, direcție determinată de deviația ce o prezintă cursul de apă al Cernișoarei și al Cernei-Oltețului. Localitatea are ca vecini: la Est comuna Pesceana, la Nord-Est comuna Popești (fostă Dăești), la Vest comunele Măldărăști și Lădești, la Sud comuna Lădești, la Nord comuna Cernișoara și la Nord-Vest comuna Copăceni. Se află la o distanță de 45 km de reședința de județ, municipiul Râmnicu Vâlcea, la o distanță de 38 km de orașul Horezu, iar față de orașul Bălcești la o distanță de 45 km. Practic, localitatea este situată în centrul județului Vâlcea, pe paralela 45, coordonatele geografice ale comunei fiind 44°54` latitudine nordică și 24°4` longitudine estică.

## Toponimia
Prima atestare documentară a localității Roești este într-un hrisov domnesc din 8 ianuarie 1581 din timpul lui Mihnea Voievod, zis Turcitul, (1577-1583 și 1585-1591), prin care Șerbu, un localnic din Roești, cumpăra pământ și primea confirmarea oficială a domnitorului. Denumirea comunei, inițial de „Roeșcĭ″, se datorează unui locuitor bogat, numit Roescu, despre care nu s-au păstrat date și nu se poate dovedi documentar perioada de timp când a trăit. Mai multe surse istorice amintesc despre partea de miazăzi a dealului Cotoșmanului, ce are o înălțime de 467 metri și denumită astăzi Râpa Cărămizii. Pe timpul năvălirilor barbare, iar după unele menționări istorice chiar pe timpul dacilor, aici ar fi existat un fort cu rol de apărare, care dădea de veste prin focuri mari altor forturi vecine, precum cel de la Grădiștea Vâlcea, despre iminența năvălirii dușmanilor în regiune. Căpitanul care a condus vremelnic acest loc fortificat a fost Roescu, având sub supraveghere toate satele din împrejurimi.
Către sfârșitul secolului XIX, respectiv în anul 1886, localitatea se numea încă Roesci. 

## Instituțiile

### Primăria
Înainte de Primul Război Mondial în comuna Roești au funcționat ca primari Constantin Stănculescu, Dumitru Bulacu, Ilie Avrămescu, Petre P. Ionescu și Alecu St. Neamu. În perioada 1916-1918 funcția de primar a fost asigurată de către Victor Cernătescu și Iorgu Giuran care, cu voia sau fără voia lor au servit nu doar comunitatea locală ci și interesele ocupanților germani.
Din anul 1922 satele Bărbărigeni, Chiricești, Cermegești și Olteanca nu au mai facut parte din comuna Roești și au trecut la comuna Cermegești, iar comuna Roești a rămas alcătuită din trei sate - Roești, Ciocâltei și Cueni. Ulterior au fost făcute modificări administrative care au dus la configurația actuală a comunei și ca primari au urmat Petre P. Ionescu, Nistor T. Nicolae, Dumitru Costăchescu, Aurel Oltenceanu, Gheorghe I. N. Dulăcioiu, Marin Gh. Mitrache, Gheorghe Mătulescu, Gheorghe Vlad, Victor Zidaru, Constantin Grigore, Nicolae Giuroiu, Nicolae Popescu, Nicolae C. Croitoru, Fănel C. Croitoru, Nicolae Scrieciu, Alexandru Petrescu, Burican Ilie, Toma Ion, Necșuleu Alexandru, Bărbulescu Emil, Viorel I.Ilie, iar din 1992 și până în prezent Drăghici N. Gheorghe.

### Învățământul
Nu sunt păstrate atestări documentare despre începutul învățământului roeștean, dar se știe că în punctul numit „Gura Padinilor″ se afla un local de primărie construit din cărămidă. Aici a funcționat prima școală al cărei învățător a fost fiul lui Vasile Condei, un localnic ce a îndeplinit serviciul de logofăt și a ținut cancelaria comunei. Acesta nu a servit decît un an de zile și se pare că suferea de alcoolism cronic, motiv din care a și decedat. Ceea ce este sigur este faptul că primele documente ce atestă activitatea școlară sunt din anii 1862 pentru școala Ciocâltei, din anul 1863 pentru Roești și din 1865 pentru școala din Cueni. În prima jumătate a secolului XX au fost construite primele localuri de școală în satele comunei, în principal prin efortul material și financiar al învățătorilor și, parțial, prin sprijinul unor localnici voluntari care au ajutat la execuția clădirilor – toți cu dorința sinceră  de a dezvolta învățământul în aceste locuri. Dintre aceștia sunt de amintit învățătorul Marin Stan Neamu, care a predat în satul Ciocâltei între anii 1904-1930, învățătorul Ioan C. Constantinescu a predat la școala Cueni între anii 1909-1921, învățătorul Nistor C. Nicolae, la aceeași școală între anii 1921-1959 și la școala Roești-Ciocâltei din anul 1930 a predat învățătorul Nicolae C. Vasile. De asemenea, pe la mijlocul secolului trecut, au predat elevilor din școlile comunei și alte cadre didactice. Amintim aici pe învățătorii Popa Gheorghe, Nicolae Eufrosina, Ion Mihăescu, Stănciulescu Gheorghe. Începând cu deceniul 6 al secolului XX în corpul profesoral al școlilor din comuna Roești au profesat cadre didactice care au dovedit multă responsabilitate și profesionalism, urmând tradiția și exemplul creatorilor de școală de la început de secol. Dintre aceste cadre didactice trebuie menționați profesorii: Tudor Nicolae, Cărămidă Aurel, Ciucă Gheorghe, Nicolae Emil, Barbu Gheorghe, Dicu Dorel, Barbu Anisia, Mazilu Constanța, Ciucă Ileana, Păunescu Gheorghe, Dicu Georgeta, Vâlcoci Vasile, Necșuleu Ilie, Slabu Maria, Băjan Paula, precum și învățătorii: Mazilu Petre, Popescu Nicolae, Nicolae Rozalia, Ion Mihăescu, Pecingine Ion, Păunescu Elisabeta, Popescu Lucia, Stănciulescu Aurel, Dicu Nicolae, Giuran Steliana, Stănciulescu Aurelia, Dicu Ion, Dicu Marielena,Diaconu Iuliana,Dumitrescu Tinela, Copăceanu Marinela. Actualmente, în Școala gimnazială „Ioan C. Constantinescu” Cueni, precum și în celelalte școli din satele comunei desfășoară nobila activitate de dascăl de școală mulți dintre foști elevi ai celor sus-menționați: Prof. Stănișor Elena, Prof. Dicu Cristinel Dănuț,Prof. Burcea Alina Niculina,Prof. Chivu Adrian, Prof.Socianu Ionuț, Prof. Tudorescu Florin, Prof. Bardan Petruța, Prof. Bălteanu Virgil.

### Biserica
Actualmente în comuna Roești există două parohii:
- Parohia Roești-Cueni cu:
  - Biserica cu hramul Cuvioasa Paraschiva din satul Cueni, construită inițial din lemn în anul 1760 și mai apoi demolată. Actuala biserică a fost ridicată în anul 1892 din cărămidă și este acoperită cu tablă;
  - Biserica situată în satul Bărbărigeni, din lemn, cu hramul Sfântul Nicolae, a fost construită în anul 1765, distrusă din motive necunoscute, dar între anii 1974-1977 a fost reconstruită. Hramul acestei bisericii este în ziua de 15 august, Adormirea Maicii Domunului;
- Parohia Roești-Ciocâltei cu:
  - Biserica ce are hramul Cuvioasa Paraschiva situată în satul Băjenari, a cărei construcție datează din anul 1759, inițial din lemn și apoi reconstruită. A fost terminată în anul 1830. Construcția este din cărămidă și este acoperită cu tablă. În unele documentele istoriografice biserica poartă hramul de Sfinții Voievozi.
  - Biserica din satul Ciocâltei construită la 1782, construcție din lemn, temelie din cărămidă, acoperită inițial cu șiță, în prezent are acoperiș din tablă. A fost renovată în anul 1845. Hramul bisericii este Cuvioasa Paraschiva. Este catalogată drept monument istoric.

## Cultura
În comuna Roești a funcționat către sfârșitul secolului XIX o subsecțiune culturală după înființarea secțiunii vâlcene a Ligii culturale -1891, care a reușit organizarea de activități culturale în această zonă. Începând cu deceniul 6 al secolului trecut în comună s-au creat formații de dansuri populare, coruri, s-a înființat o bibliotecă comunală și a ființat, pentru o perioadă relativ scurtă de timp, o trupă de teatru de amatori, alcătuită din profesori și învățători din localitate.
În localitate Râpa Cărămizii, situată pe dealul numit La Războaie este un sit arheologic. Situl considerat un fort de apărare vechi, însă fiind insuficient explorat arheologic nu s-au făcut decât estimări aproximative despre epoca în care a fost construit. Fosilele descoperite în acest loc au confirmat însă faptul că în zonă au fost identificate urme din Paleolitic, iar mai multe dovezi arheologice au făcut trimiteri spre faptul că zona a fost locuită din perioada geto-dacică.

## Personalități

### Dem Theodorescu
În satul Ciocâltei, comuna Roești s-a născut în anul 1888 ziaristul și prozatorul Dimitrie Theodorescu, care la maturitate devine Dem Theodorescu. Între 1894 - 1900, urmează școala primară, obținând premiul I în fiecare an. Între 1900 - 1905, se înscrie la Liceul Carol I din Craiova, fiind premiant an de an. Între 1905-1910, urmează cursurile Facultății de Litere și Filosofie din București. La examenul de licență obține diploma MAGNA CUM LAUDE. Debutează în 1907 cu versuri în revista Ramuri. Atras irezistibil de publicistică, încă de pe când era elev la Craiova, paralel cu studiile universitare se dedică ziaristicii care, după terminarea facultății, devine tărâmul activității sale profesionale de bază până la sfârșitul vieții, în 1946. A scris și publicat mai multe opere, cele mai semnificative fiind:
- În Cetatea Idealului, 1920
- Sub Flamura Roșie, 1926
- Ion Ionescu, nuvelă, 1933
- Robul, 1936
- Rita Rizu, manuscris nepublicat
- Tudor Vladimirescu, roman istoric
- Priveliști din teatru, eseuri.

A făcut traduceri și prelucrări precum Castiliana lui Lope de Vega și Fedora de Sardou Victorien. Pe lângă acestea a avut nenumărate colaborări în paginile revistei Facla, ziarul Ordinea și în 1913 devine prim-redactor la Dreptatea. A mai fost redactor între 1914-1922 la cotidianul bucureștean Steagul condus de către Alexandru Marghiloman și apoi, de-a lungul anilor, redactor la Adevărul, Dimineața și la Cuvântul. De asemenea, a publicat articole și cronici dramatice în Timpul, Ecoul, Rampa, Dimineața și Adevărul. Dem Theodorescu vedea în jurnalistică o temută armă pentru asanarea răului social, pentru demascarea politicianismului venal, a demogagiei și a inechităților sociale.

### Alte personalități
- Prof. dr. lustin T. Mihăescu, director al Spitalului județean Craiova și profesor la Facultatea de medicină și farmacie Craiova;
- Prof. Mihai C. Drăghici, fost șef al Secției învățământ Curtea de Argeș și președinte al Comitetului Orășenesc Curtea de Argeș;

- Octavian Fieroiu, de profesie, jurist :

```
- fost judecator si presedinte de instanta ;
- fost vicepreședinte al Tribunalului județean Vâlcea ;
- fost senator ales in Senatul Romaniei la primele alegeri libere din 20 mai 1990 ; 
- fost prefect al județului Vâlcea ; 
- fost presedinte al Comisiei Juridice, de Numiri, Disciplina si Imunitati din Senatul Romaniei, in prima legislatura.
```

- Paraschiv E. Gavril, jurist, prim-procuror adjunct la Parchetul de pe lângă Tribunalul Râmnicu Vâlcea.

## Demografie
Componența etnică a comunei Roești
     Români (94,34%)
     Alte etnii (0%)
     Necunoscută (5,66%)
Componența confesională a comunei Roești
     Ortodocși (94,03%)
     Alte religii (0,1%)
     Necunoscută (5,87%)
Conform recensământului efectuat în 2021, populația comunei Roești se ridică la 1.942 de locuitori, în scădere față de recensământul anterior din 2011, când fuseseră înregistrați 2.105 locuitori. Majoritatea locuitorilor sunt români (94,34%), iar pentru 5,66% nu se cunoaște apartenența etnică. Din punct de vedere confesional, majoritatea locuitorilor sunt ortodocși (94,03%), iar pentru 5,87% nu se cunoaște apartenența confesională.

## Politică și administrație
Comuna Roești este administrată de un primar și un consiliu local compus din 11 consilieri. Primarul, Gheorghe Drăghici[*], de la Partidul Social Democrat, este în funcție din 1996. Începând cu alegerile locale din 2024, consiliul local are următoarea componență pe partide politice:
|  | Partid                          | Consilieri | Componența Consiliului | Componența Consiliului | Componența Consiliului | Componența Consiliului | Componența Consiliului |
|  | ------------------------------- | ---------- | ---------------------- | ---------------------- | ---------------------- | ---------------------- | ---------------------- |
|  | Partidul Social Democrat        | 5          |                        |                        |                        |                        |                        |
|  | Alianța pentru Unirea Românilor | 2          |                        |                        |                        |                        |                        |
|  | Partidul Național Liberal       | 2          |                        |                        |                        |                        |                        |
|  | Partidul Puterii Umaniste       | 2          |                        |                        |                        |                        |                        |

## Vezi și
- Biserica de lemn din Ciocâltei